# ساينت هيلاري (نيو برونزويك)
ساينت هيلاري (بالإنجليزية: Saint-Hilaire, New Brunswick)‏ هي قرية تقع في كندا في Saint-Hilaire Parish. يقدر عدد سكانها بـ 303 نسمة ومساحتها 5.67 كم2 .